# Drąseikių kaimo apylinkės
Drąseikių kaimo apylinkės este o arie protejată (sit de importanță comunitară — SCI) din Lituania întinsă pe o suprafață de 35 ha, integral pe uscat.

## Localizare
Centrul sitului Drąseikių kaimo apylinkės este situat la coordonatele 56°14′16″N 24°45′39″E / 56.2378°N 24.7608°E.

## Înființare
Situl Drąseikių kaimo apylinkės a fost declarat sit de importanță comunitară în iulie 2008 pentru a proteja un număr necunoscut de specii din flora spontană și fauna sălbatică aflate în arealul zonei.

## Biodiversitate
Situată în ecoregiunea boreală, aria protejată conține 1 habitat natural: Lacuri de carst de gips.
La baza desemnării sitului se află un număr nedeclarat de specii protejate.